# Сквадрон-лідер
Сквадрон-лідер (англ. Squadron  Leader, Sqn Ldt; лідер ескадрильї) — військове звання Королівських повітряних сил Великої Британії, а також держав які використовують британську систему військових звань (Австралія, Нова Зеландія, Пакистан та інші).  З’явилося у 1919 році, при заснуванні ВПС. За класифікацією держав членів НАТО відноситься до рангу OF-3. 
В Великій Британії де ВПС окремий вид збройних сил, наряду з сухопутними силами і військово-морськими силами, кожен з видів збройних сил має свої особливі військові звання. Сквадрон-лідер відповідає майору у сухопутних силах і морській піхоті, та лейтенанту-командеру у ВМС. 
Сквадрон-лідер старше за званням від флайт-лейтенанта, та молодше від вінг-командера.

## Історія
Королівські повітряні сили (RAF)  ведуть свою історію з початку офіційного формування 1 квітня 1918 року. Через рік після заснування нового виду збройних сил була затверджена нова система ієрархії власного зразка. 
З 1 квітня 1918 по 31 липня 1919 у Королівських ВПС існувало звання майор. Знаками розрізнення майора ВПС були три смужки (дві середнього розміру, між котрими одна вузька) на рукаві, як у лейтенанта-командера флоту, але з орлом та короною над смужками . З 1919 року у Королівських повітряних силах вводяться власні військові звання, майор авіації стає сквадрон-лідером .

## Знаки розрізнення
В Королівських ВПС існують свої знаки розрізнення не пов’язані зі знаками розрізнення Сухопутних сил і побудовані на комбінації стрічок різної ширини які схожі на знаки розрізнення Військово-морського флоту.
Знаками розрізнення сквадрон-лідера є три смужки (дві середнього розміру, між котрими одна вузька) розміщенні на погоні чи рукаві.
Авіація Військово-морських сил використовує знаки розрізнення як і інші військовослужбовці ВМС (з додаванням емблеми авіації над стрічками).